# Tomb Raider II
Tomb Raider II: The Dagger of Xian (укр. Розкрадачка Гробниць 2: Кинджал Сіаня) — це відеогра жанру пригодницький бойовик, яка є другою частиною у серії ігор Tomb Raider. Гра розроблена Core Design й опублікована Eidos Interactive, була спочатку випущена для Microsoft Windows і PlayStation в 1997 році, а потім була перенесена на Mac OS в 1998 році.
У 2003 році ця гра була продана понад 8 мільйонам копій, що робить їй однією з найпопулярніших ігор, випущених до цього моменту, і другою найкраще продаваною у франшизі.